# اوسلوس
اوسلوس (به آلمانی: Osloß) یک شهر در آلمان است که در بولدکر لاند واقع شده‌است. اوسلوس ۱٬۹۷۹ نفر جمعیت دارد.